# 細尾深海帶魚
細尾深海帶魚，为輻鰭魚綱鱸形目鯖亞目带鱼科的一個種。分布於中西太平洋區，包括印尼、巴布亞紐幾內亞等海域，棲息深度在水深200-1000公尺，本魚體銀色，顎與鰓蓋黑色，背鰭硬棘34-35枚;背鰭軟條85-90枚;臀鰭硬棘2枚;臀鰭軟條80-84枚;脊椎骨126-129個，體長可達23公分，屬肉食性，以魚類、甲殼類及烏賊等為食。